# وین پالمر
وین پالمر نام یکی از شخصیت‌های سریال ۲۴ است که دی. بی. وودساید آن را نقش‌آفرینی کرده‌است، وین پالمر برادر دیوید پالمر رئیس‌جمهور آمریکا (در فصل‌های ۲ و ۳) است، او از خانواده‌ای سیاسی است و همانند برادرش در عرصهٔ سیاست فعالیت می‌کند.

## ایفای نقش
وین پالمر در فصل‌های ۶٬۵٬۳ این سریال نقش‌آفرینی می‌کند.

### فصل ۳
در این فصل وین پالمر به عنوان مشاور رئیس‌جمهور به برادرش دیوید پالمر در زمینهٔ تروریست‌ها و رقابت در انتخابات آینده و به جهت پیروز شدن دیوید در انتخابات به او مشاوره می‌دهد، در این فصل ثابت می‌شود او با همسر یکی از اشخاص مهم سیاسی که دوست برادرش دیوید پالمر هم بوده‌است رابطه داشته که البته پس از مدتی این جریان درست می‌شود.

### فصل ۵
در این فصل وین پالمر پس از ترور برادرش دیوید پالمر درصدد پیدا کردن قاتلان برادرش می‌آید، با صحنه سازی برخی افراد او ابتدا تصور می‌کند جک باور قاتل برادرش است که پس از مدتی به اشتباه خود پی می‌برد و به جک در دستگیری رئیس‌جمهور خیانت‌کار آمریکا چارلز لوگان که عامل ترور دیوید پالمر نیز بوده‌است کمک می‌کند و در آخر موفق نیز می‌شود.

### فصل ۶
در این فصل او رئیس‌جمهور ایالات متحده آمریکا شده‌است ولی مشکلاتی همچون تروریست‌ها دولت او را تضعیف کرده، البته او به کمک جک باور به مقابله و حتی در برخی موارد کمک خواستن از مردم مسلمان آمریکا برای مقابله با تروریست‌های عرب بر می‌آید، او در جریانی زخمی می‌شود و به حالت کما فرومی‌رود، زمانی که بهبود می‌یابد به کارش بازمی‌گردد که دوباره در کنفرانسی بی‌هوش می‌شود و مشخص می‌شود که خونریزی داخلی مغزی دارد و پس از این معاونش نوح دنیلز کارها را بر عهده می‌گیرد.